# Santiago de Cárdenas
Santiago de Cárdenas (Callao, 1726–Lima, 1766?) fue un precursor peruano de la aviación. 

## Biografía
Se le apodó el Volador y el Pajarero. Fue un intelectual autodidacta ya que aprendió a leer y escribir a pesar de no haber ido a la escuela. De joven sirvió de pilotín en una nave hasta el año 1746 en que el terremoto de entonces hizo que su buque encallara. Recorrió las costas durante 10 años, tiempo en el que quedó fascinado por el vuelo de las “tijeretas” (ave fragata), a las que observó detenidamente.  Esta experiencia despertó su pasión por el vuelo y la posibilidad que el hombre volara.
Se trasladó a Lima, continuó con su trabajo de mecánico. Cuando lograba reunir algún dinero iba a los cerros de Amancaes, San Jerónimo o San Cristóbal, donde observaba el vuelo de las aves. Así, profundizó sus investigaciones sobre el vuelo de las aves, ahora observando a los gallinazos y, eventualmente, a los cóndores (cazó algunas aves para analizar sus formas y sistemas de vuelo); asimismo, había que profundizar sobre la dirección del viento y otros detalles. Cuando Santiago de Cárdenas realizó sus estudios sobre el Cóndor Andino entre 1746 y 1760 la ornitología estaba comenzando a desarrollar en Europa y los conocimientos sobre esta especie eran casi inexistentes. Cárdenas se encontraba totalmente aislado de ese incipiente mundo científico-ornitológico. Tuvo muy clara la importancia de algunas características del ave que le permiten volar: 1) la impermeabilidad al aire de las alas dada por las plumas, 2) la función de la morfología delantera del ala, que hoy se sabe que le ofrece más sustentación en vuelo de baja velocidad, 3) la función de las secundarias que al extenderse le facilitan al ave la elevación y sustentación a menor velocidad.  Estas características son usadas en los diseños de aviones modernos y son conocidas como flaps. Hace hincapié sobre el vuelo sustentado por el aire, gracias al ángulo de ataque y el cambio de rumbo por el movimiento de la cola.  Fue así que, luego de 14 años de paciente investigación, diseñó un modelo mecánico para poder volar, muy parecido a la moderna “ala delta”. 
El 5 de noviembre de 1761, presentó un Memorial al virrey Manuel de Amat y Juniet, en el que explicaba los resultados de sus estudios y observaciones proponiendo la construcción de una máquina que sirviera para el vuelo humano. También se sabe que, en 1762, mandó un memorial al propio Rey de España titulado Nuevo sistema de navegar por los aires, sacado de las observaciones de la naturaleza volátil.
Ante el hecho, se le pidió a Cosme Bueno que emita una opinión del hecho, la cual no fue nada favorable. El informe emitido por el erudito matemático consistió en una extensa Disertación que fue desfavorable a Santiago de Cárdenas. Su informe fue todo un tratado sobre el arte de volar, en el que hizo agudas comparaciones entre la anatomía de las aves y la de los humanos; además hizo interesantes apuntes sobre la gravedad. Concluyó que era posible el vuelo humano, pero no con el diseño de De Cárdenas. Cabe resaltar que por este trabajo, Cosme Bueno está entre los precursores de la aerodinámica. Ver su proyecto desestimado por Bueno no desanimó a Cárdenas, quien preparó un segundo Memorial que entregó al Virrey el 6 de diciembre de 1762. El segundo manuscrito entregado por Cárdenas fue también desestimado el 6 de febrero de 1763. 
Se rumoreó una tarde que Cárdenas volaría del Cerro San Cristóbal a la Plaza Mayor lo que originó una espera en vano del público. Fue en ese momento que casi ronda la tragedia: muchos de los reunidos fueron a buscarlo y lo amenazaron, incluso de muerte, si no realizaba su publicitado vuelo: “O vuelas o te matamos a pedradas”, le espetaron. La historia de este pintoresco personaje limeño (o chalaco) fue descrita y rescatada por diferentes escritores. En 1878, por ejemplo, el tradicionalista Ricardo Palma, recogió la historia, le insertó un prólogo escrito por él mismo y la hizo imprimir en Valparaíso, Chile. Palma recogió la tradición bajo el título Santiago “Volador” y escribe que, al presentarle un memorial al virrey de su proyecto, “decía que por medio de un aparato o máquina que había inventado, pero para cuya construcción le faltaban recursos pecuniarios, era el volar cosa más fácil que sorberse un huevo fresco y de menos peligro que el persignarse”. Luego, a fines del siglo XIX, apareció la obra Viaje al Globo de la Luna, de autor desconocido, en la que se insertan varias notas dedicadas a “Santiago el Volador”. Posteriormente, su singular vida inspiró a Julio Ramón Ribeyro para escribir su obra teatral Vida y pasión de Santiago el pajarero.